# Italizáló építészet

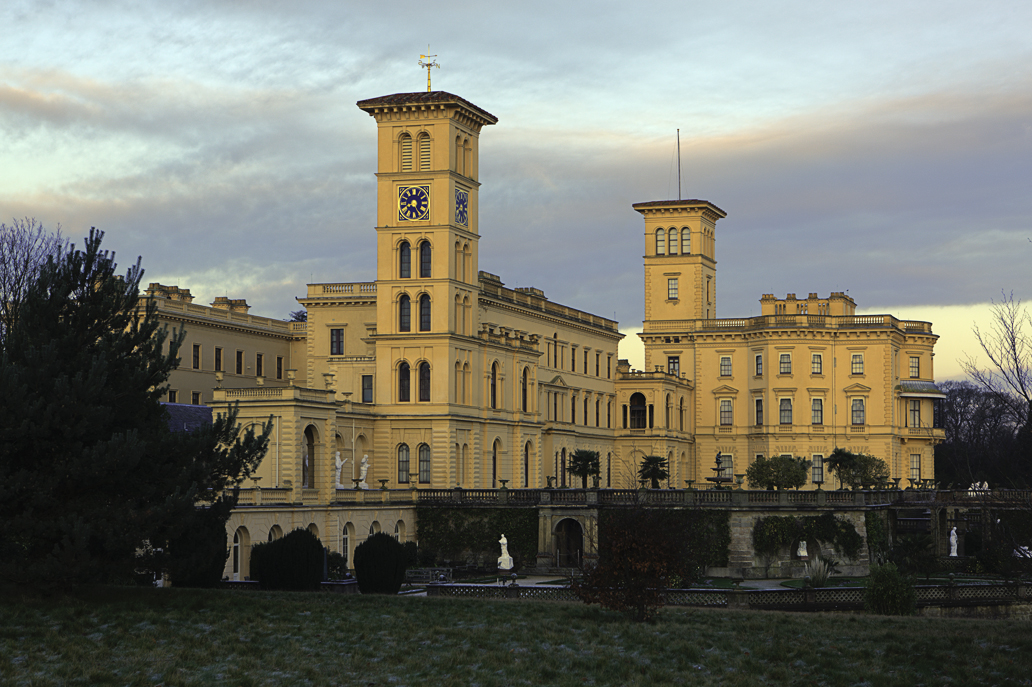
Osborne Ház, Wight-sziget, Anglia. 1845 és 1851 között épült..

Az angolszász nyelvterületen italizáló építészetnek (angolul: Italianate) nevezett stílus a neoreneszánsz építészet alá sorolható stílusirányzat volt a 19. században. 
A stílus 1802 körül, Nagy-Britanniában született meg John Nash által a shropshire-i Cronkhill megépítésével. Az 1830-as években a stílus jelentős fejlődésen és népszerűsödésen ment keresztül elsősorban Sir Charles Barry építésznek köszönhetően.
A stílus Anglián kívül is megjelent, így pl. az Egyesült Államokban, ahol Alexander Jackson Davis építész népszerűsítette, az 1840-es évek vége és 1890 között hatalmas népszerűségnek örvendett.